# Eustáquio Gomes
Eustáquio Gomes (Campos Altos, MG, 5 de outubro de 1952 — Campinas, SP, 31 de janeiro de 2014) foi um escritor e jornalista brasileiro.
Nasceu no povoado de Campo Alegre, então pertencente ao município de Campos Altos e hoje parte de Santa Rosa da Serra. Filho de lavradores, contou com a ajuda de amigos para realizar seus estudos, primeiro na cidade de Luz, e depois em Assis (SP), antes de bacharelar-se em jornalismo pela Pontifícia Universidade Católica de Campinas.
Mais tarde tornou-se mestre em letras pela Universidade Estadual de Campinas (Unicamp) e defendeu tese sobre os modernistas de província.
Em junho de 2010, Eustáquio Gomes sofreu um AVC, do qual estava em recuperação. Em 31 de janeiro de 2014, faleceu em sua residência, vítima de um infarto do miocárdio.

## Obra
- Cavalo Inundado (poemas, 1975)
- Mulher que Virou Canoa (contos, 1978)
- Os Jogos de Junho  (novela, 1982)
- Hemingway: Sete Encontros com o Leão (ensaio biográfico, 1983)
- A Febre Amorosa (romance, 1984; 2ª edição, 2001; traduzido para o russo em 2006)
- Jonas Blau (romance, 1986)
- Ensaios Mínimos  (ensaios, 1988)
- Os Rapazes d'A Onda e Outros Rapazes (ensaio, 1992)
- Um Andaluz nos Trópicos (livro-entrevista, 1995)
- O Mapa da Austrália (romance, 1998)
- O Mandarim – História da Infância da Unicamp (biografia, 2006)
- Viagem ao Centro do Dia (diário, 2007)
- Paisagem com Neblina e Buldôzeres ao Fundo (narrativas, 2007)
- A Biblioteca no Porão (crônicas, 2009)
- O Vale de Solombra (romance, 2011)